# Kōta Tawaratsumida
Kōta Tawaratsumida (俵積田 晃太, Tawaratsumida Kōta), né le 14 mai 2004 à Kanagawa au Japon, est un footballeur international japonais. Il évolue au poste d'ailier gauche au FC Tokyo.

## Biographie

### En club
Né dans la préfecture de Kanagawa au Japon, Kōta Tawaratsumida commence le football au Arte Hachioji FC avant de rejoindre le FC Tokyo où il poursuit sa formation. Le 27 août 2022, le club annonce la promotion de Tawaratsumida vers l'équipe première à partir de la saison prochaine. 
Il joue son premier match en professionnel le 26 février 2023, à l'occasion de la deuxième journée de la saison 2023 de J1 League, la première division japonaise, face au Kashiwa Reysol. Il entre en jeu à la place de Koki Tsukagawa (en) et les deux équipes se neutralisent (1-1 score final),.
Le 23 septembre 2023, Tawaratsumida inscrit son premier but en professionnel, lors d'une rencontre de championnat face au Sagan Tosu. Buteur après son entrée en jeu, il donne la victoire à son équipe qui s'imposee par trois buts à deux. Lors de la journée suivante, le 1er octobre 2023 face au Gamba Osaka, il s'illustre encore en marquant son deuxième but après être sorti du banc, et contribue à la victoire de son équipe par trois à zéro. Cette réalisation, une course en dribbles depuis son camp jusqu'au but, est élu but du mois dans le championnat japonais.

### En sélection
Au mois de mai 2025, Kōta Tawaratsumida est convoqué par le sélectionneur Hajime Moriyasu pour représenter l'équipe nationale du Japon lors des deux matchs de phases éliminatoires de la Coupe du monde 2026 contre l'Australie et l'Indonésie. Le joueur réagit ainsi à sa convocation : « C'est la première fois que je porte le drapeau japonais, et je veux prouver que je sais me battre de manière responsable et que mes talents de dribbleur sont mon atout sur le terrain. » Le 5 juin 2025, il est titularisé au poste d'arrière droit face à l'Australie et honore sa première sélection, âgé de 21 ans, au cours d'une défaite 1-0,.